# Lonicera affinis
Lonicera affinis är en kaprifolväxtart som beskrevs av William Jackson Hooker och Arn. Lonicera affinis ingår i släktet tryar, och familjen kaprifolväxter. Utöver nominatformen finns också underarten L. a. pseudohypoglauca.